# Jordan Todorow
Jordan Todorow (bulgarisch Йордан Тодоров, englisch Yordan Todorov; * 13. Juli 1946) ist ein ehemaliger bulgarischer Sprinter, der sich auf die 400-Meter-Distanz spezialisiert hat.

## Sportliche Laufbahn
Erste internationale Erfahrungen sammelte Jordan Todorow vermutlich im Jahr 1964, als er bei den Europäischen Juniorenspielen in Warschau mit der bulgarischen Sprintstaffel (1000 Meter) nicht ins Ziel kam. Bei den Balkanspielen 1967 in Istanbul gewann er in 49,0 s die Bronzemedaille über 400 Meter hinter dem Jugoslawen Stjepan Kremer und Ion Ratoi aus Rumänien und siegte dort in 3:14,4 min in der 4-mal-400-Meter-Staffel. Bei den Balkanspielen 1970 in Bukarest  gewann er mit der Staffel in 3:10,1 min die Bronzemedaille hinter den Teams aus Jugoslawien und Griechenland. Im Jahr darauf gewann er mit der Staffel bei den Halleneuropameisterschaften in Sofia in 3:15,6 min gemeinsam mit Krestju Christow, Alexandar Janew und Alexandar Popow die Bronzemedaille hinter den Teams aus Polen und der Sowjetunion. Anschließend trat er nicht mehr international in Erscheinung.
1967 wurde Todorow bulgarischer Meister im 400-Meter-Lauf.